# یوداف هن
یوداف هن به معنی یوداف پیر (انگلیسی: Eudaf Hen) یا اکتاویوس چهره ای از سنت ولز است. از او به عنوان پادشاه بریتانیایی‌ها و پدر سنت الن و کونان مریادوک در منابعی مانند داستان منثور ولزی رؤیای مکسن ولدیگ و جفری مانموث در کتاب به زبان لاتین، تاریخچه پادشاهان بریتانیا یاد می‌شود.